# The Elder Scrolls Online
The Elder Scrolls Online (abreviado comúnmente como TESO) es un videojuego de rol multijugador masivo en línea desarrollado por ZeniMax Online Studios y editado y distribuido por Bethesda Softworks. Forma parte de la serie The Elder Scrolls, siendo planteado como una precuela, ambientándose mil años antes de los acontecimientos ocurridos en la quinta entrega. Fue lanzado al mercado el 4 de abril de 2014 para Microsoft Windows y MacOS, y el 9 de junio de 2015 para Xbox One y  Playstation 4 ,en inglés, francés y alemán.

## Desarrollo
Tras varios meses de especulaciones sobre el posible desarrollo de un MMORPG ambientado en The Elder Scrolls, finalmente en mayo de 2012 apareció una reseña sobre el videojuego en la revista estadounidense GameInformer. La revista EDGE publicó posteriormente que el título estaba en desarrollo desde 2007, y en una entrevista realizada al analista Nicholas Lovell sobre el posible modelo de suscripción, éste declaró que «es bastante probable que Bethesda empiecen utilizando un modelo de suscripción mensual para atraer al mayor número de jugadores posible durante el lanzamiento del título».
Según declaraciones de la desarrolladora, esta entrega mantendrá en líneas generales la mecánica que ha caracterizado a la serie, como por ejemplo el sistema de misiones y facciones, renovado en Skyrim, o la importancia de la aventura en solitario, restando importancia al componente multijugador que suele acompañar a este tipo de videojuegos. A su vez, prometen mayor dinamismo y más posibilidades para el sistema de combate.
Debido a las limitaciones técnicas para este tipo de videojuegos, el apartado gráfico del título cambiará, dejando a un lado el fotorrealismo buscado en anteriores entregas para pasar a ver un apartado visual más estilizado. En palabras del director artístico de ZeniMax Online, Jared Carr, «realmente no hemos alcanzado la tecnología necesaria con los juegos multijugador masivos en línea que nos permita alcanzar el fotorrealismo». Estas afirmaciones han levantado numerosas críticas por parte de los aficionados, que esperaban un nivel visual similar al de Skyrim, manteniendo la tradición de la serie.

## Recepción
Con la gran cantidad de contenido y actualizaciones nuevas, los jugadores crecen de una manera importante, dejando buenos comentarios basándose en la satisfactoria experiencia que les deja el juego.